# Pesanta
En la cultura popular catalana, la Pesanta és un animal mitològic, amb forma de gossot enorme (rarament un gat) que s'escola a les nits dins de les cases i es posa a sobre del pit de la gent dificultant-los la respiració i creant-los les més horribles angoixes i malsons.
El seu aspecte és pelut negre, amb les potes d'acer, però foradades de manera que no pot collir res del terra sense que li caigui. Això, però, és difícil de dir, ja que -tot i les seves dimensions- així que algú es desperta, surt corrents pel forat més petit de la finestra o pel forat del pany i només s'és a temps de veure'n una petita ombra que fuig.
La figura de la Pesanta està relacionada amb una parasomnia anomenada paràlisi del son. Qui la pateix, desperta del somni però no pot moure's. En aquest estat hi ha hiperacusia i s'experimenten percepcions similars a les de les al·lucinacions. Diverses cultures donen explicacions similars per a aquest fenomen; per exemple, a Colòmbia la causa no és la Pesanta sinó una bruixa que s'asseu a sobre el pit.